# Timilsain
Timilsain (en népalais : टिमिलसैन) est un comité de développement villageois du Népal situé dans le district d'Achham. Au recensement de 2011, il comptait 2 060 habitants.